# Столкновение поездов в Бад-Айблинге
Столкновение поездов в Бад-Айблинге (нем. Eisenbahnunglück von Bad Aibling) произошло 9 февраля 2016 года около 6:48 в Баварии, на юго-востоке Германии. В результате лобового столкновения двух поездов из 150 человек погибло 12, 65 человек получили лёгкие ранения, ещё 24 — тяжёлые.
Спустя два месяца после катастрофы следствие выявило, что авария произошла из-за действий диспетчера: сначала диспетчер дал неправильные данные машинистам поездов, а потом ввёл неверные аварийные коды в компьютер.

## Авария
Столкновение поездов № 79505 и № 79506 произошло на кривой между станциями Кольбермор (нем. Kolbermoor) и Бад-Айблинг-Курпарк (нем. Bad Aibling Kurpark) однопутного участка железной дороги Мангфалльталь (нем. Mangfalltalbahn), недалеко от очистных сооружений города Бад-Айблинг. По плану оба поезда должны были разминуться в 6:44 на станции Кольбермор. Поезд № 79506 следовал по расписанию, в то время как № 79505 с опозданием в 4 минуты, что и привело к столкновению.
Место происшествия недоступно для автотранспорта; эвакуация пострадавших производилась как с помощью вертолетов, так и плавсредствами через реку Мангфалль.
В результате катастрофы, в общей сложности погибло 12 человек, 85 получили ранения различной тяжести. Среди погибших — оба машиниста и два проводника.
Оба электропоезда были производства швейцарской компании Stadler Rail AG. Поезд, идущий в восточном направлении (ET 325), направлялся из Мюнхена в Розенхайм, тот, что двигался на запад (ET 355) — из Розенхайма в Хольцкирхен. На борту обоих поездов, в общей сложности, находилось около 150 человек, что меньше чем обычно из-за карнавальных праздников, которые проводятся в эти дни; оба поезда также были оборудованы системами ERS. На момент столкновения скорость двух поездов была около 100 км/ч.

### Спасательная операция
В спасательной операции участвовало в общей сложности более 700 работников аварийных служб, в том числе 180 пожарных, 215 служащих баварской полиции, 50 сотрудников федеральной полиции и две сотни спасателей из баварского отделения Красного Креста; в спасательной операции принимали участие 11 вертолётов. Для быстрой доставки пострадавших в больницы, была использована санитарная авиация со всей Германии и Австрии.
Добраться до места аварии было тяжело, так как место катастрофы находится между лесом Штукенхольц и рекой Мангфалль. Это осложнило проведение спасательных работ, поэтому в спасательной операции пришлось задействовать ещё и лодки, чтобы переправить пострадавших на противоположный берег, при поддержке санитарной авиации.

### Восстановительная операция
9 февраля 2016 года два железнодорожных крана, принадлежащие DB Netze, были отправлены из Фульды и Лейпцига для подъёма двух поездов. Кран из Фульды способен поднять груз, массой 160 тонн, из Лейпцига — 75 тонн. На ремонт инфраструктуры ушло 11 дней; было отремонтировано 120 метров железнодорожных путей, 180 метров порогов, было израсходовано несколько тонн гравия, восстановлена контактная сеть. 20 февраля движение поездов по этому участку было возобновлено.
К вечеру 9 февраля 2016 года федеральный министр транспорта Александр Добриндт заявил, что две системы ERS уцелели, и уже началась расшифровка информации. Спустя три дня, 12 февраля был обнаружен третий «чёрный ящик».

### Реакция
Министр транспорта Германии Александр Добриндт посетил место аварии. Министр внутренних дел Баварии Иоахим Херрманн сказал, что ему трудно понять как произошла авария. Канцлер страны Ангела Меркель сказала, что она встревожена и опечалена произошедшей катастрофой. Министр иностранных дел Германии Франк-Вальтер Штайнмайер заявил: «Мои самые глубокие соболезнования семьям погибших». Премьер-министр Баварии Хорст Зеехофер сказал, что вся Бавария была потрясена.
Из-за катастрофы, все празднования по поводу жирного вторника в самом городе и на прилегающих к нему территориях были отменены; также пришлось отложить традиционные политические дебаты в пепельную среду, которые проводятся в Нижней Баварии.
Состоявшиеся 9 и 10 февраля футбольные матчи Кубка Германии по футболу начались с минуты молчания, а игроки во время игр носили траурные нарукавные ленты.

## Расследование  и суд
Расследованием железнодорожных аварий в Германии занимается специальное агентство Eisenbahn-Unfalluntersuchungsstelle des Bundes.
По состоянию на 16 февраля 2016 года технических проблем не обнаружено, причиной катастрофы является человеческий фактор — диспетчер находится под следствием и дал признательные показания. Он активировал дополнительный сигнал (нем. Ersatzsignal (Zs 1)), разрешающий поезду № 79505 проехать на запрещающий сигнал светофора и отменил экстренное торможение, которое было бы предпринято автоматикой.
В апреле 2016 года было выявлено, что диспетчер незадолго до катастрофы играл на мобильном телефоне. Поняв, что он допустил ошибку, диспетчер попытался оформить экстренный вызов, однако набрал неправильный номер. Никаких технических проблем с поездом или с системой сигнализации обнаружено не было. В связи с этими выводами, прокуратура заменила свою первоначальную формулировку Augenblicksversagen (кратковременное отвлечение внимания) на более чёткое Pflichtverletzung (нарушение служебных обязанностей) — в результате был выдан ордер на арест, и с 12 апреля 2016 года диспетчер находится в СИЗО. После происшествия у оператора взяли анализ крови на наркотики и алкоголь, однако анализ положительного результата не дал. 18 июля 2016 года диспетчеру было предъявлено обвинение в непредумышленном убийстве в 12 случаях и непредумышленном причинении тяжкого вреда здоровью в 85 случаях. 5 декабря 2016 года диспетчер был признан виновным по обоим пунктам обвинения и приговорен к 3,5 годам лишения свободы.

## В прошлом
- На этом же участке всего в 800 метрах от места происшествия уже было крушение поезда 28 мая 1945 года, 5 погибших, 21 пострадавших.
- По аналогичным причинам (неправильное использование дополнительного сигнала Zs1) в Германии были две катастрофы:
  - 9 апреля 1993 года в Берлин-Ваннзее: 3 погибших, 49 пострадавших;
  - 11 июня 2003 года в Шроцберге: 6 погибших, 25 пострадавших.